# Alice, la comédie musicale
 (janvier 2016).
Si vous disposez d'ouvrages ou d'articles de référence ou si vous connaissez des sites web de qualité traitant du thème abordé ici, merci de compléter l'article en donnant les références utiles à sa vérifiabilité et en les liant à la section « Notes et références ».
Alice est une comédie musicale écrite et composée par Julien Goetz, Nicolas Laustriat, Cécile Clavier et Patrick Bernard et mise en scène par Marina Pangos.

## Description
Elle est inspirée du roman de Lewis Carroll Les Aventures d'Alice au pays des merveilles. La comédie musicale est décrite comme étant « jazzy »,.

## Fiche technique
- Musique et livret : Julien Goetz, Nicolas Laustriat, Cécile Clavier et Patrick Bernard
- Mise en scène : Marina Pangos[3],[2]
- Décors : Julien Bonneau
- Costumes : Marion Hunerfurst, Foteini Pangos
- Coiffures : Alban Jarossay
- Maquillage : Béatrice Han Ching
- Son : Benjamin Landrot
- Lumières : Vincent Para
- Production : Compote de Prod

## Chansons
1. Ouverture
2. Mon pays des merveilles
3. En r'tard !
4. Trouble je
5. Le Poème du crocodile
6. Là pour chat
7. Le Temps du thé
8. Autre chose que cette vie
9. Les Jardins de la Reine de cœur
10. L'Épreuve
11. Rattrapez-la !
12. Riche de temps

## Distribution

### Rôles principaux
- Alice : Morgane L'Hostis Parisot[3],[2] depuis 2015, Marina Pangos (sept. 2014 à nov. 2014), Marie Oppert (avril 2014 à juin 2014)
- Lewis Carroll : Anthony Fabien & Yohan Berger en alternance, Hervé Lewandowski (avril 2014 à août 2016)
- Le Chat : Antonio Macipe[2]
- Le Lapin : Vincent Gilliéron[2]
- Le Jumeau : Julie Lemas
- La Chenille : Véronique Hatat
- Le Chapelier fou : Anthony Fabien & Yohan Berger en alternance, Hervé Lewandowski (avril 2014 à août 2016)
- La Reine de cœur : Julie Lemas

### Doublures
- Alice : Lina Stoltz, Anne-Flore Roublique (2015)
- Le Chat : Loaï Rahman, Anthony Fabien
- Le Lapin : Loaï Rahman
- La Chenille : Raphaëlle Arnaud, Juliette Béhar
- Le Jumeau : Raphaëlle Arnaud, Juliette Béhar
- Le Chapelier fou : Anthony Fabien, Alain Tournay (2015)
- La Reine de cœur : Raphaëlle Arnaud, Juliette Béhar

## Accueil critique
D'après Laurence Le Saux de telerama.fr, « Le classique de Lewis Carroll est ici transformé en partition jazzy plutôt réussie ».